# Lauren Lee Smith
Pour les articles homonymes, voir Lee et Smith.
Lauren Lee Smith est une actrice canadienne, née le 19 juin 1980 à Vancouver. 

## Biographie

### Jeunesse
Née à Vancouver, fille d’un réalisateur de documentaires, Lauren Lee Smith voyage avec son père durant toute son enfance. À l’âge de 14 ans, sa famille s’installe aux États-Unis, à Los Angeles et c’est alors que Lauren commence une carrière dans le monde de la mode.

### Carrière d'actrice
Elle débute dans le monde du cinéma en 1999 aux côtés de Sylvester Stallone dans le film Get Carter. En 2000, elle apparaît dans la série télévisée 2gether dans le rôle de Erin Evans, jusqu’en 2001, puis dans la série télévisée Christy et c’est en 2001 qu’elle obtient le rôle d’Emma DeLauro dans Mutant X. Elle jouera aussi dans la série dramatique de Showtime ainsi que dans la série The L Word dans le rôle d'une lesbienne, Lara Perkins, sous-chef de cuisine (20 épisodes). En 2008, elle joue Riley Adams, qui intègre l'équipe de Gil Grissom dans la série américaine Les Experts mais en 2009, elle quitte la série. Depuis 2011, elle incarne le sergent Michelle McCluskey dans la série télévisée canadienne The Listener.

### Vie privée
Le 4 avril 2009, elle épouse le photographe Erik Steingroever, dans la cité de Cultus Lake près de Vancouver.

## Filmographie

### Cinéma
- 2000 : Get Carter : une fille
- 2005 : Lie with Me : Leila
- 2006 : Art School Confidential : la Beatnik
- 2006 : Last Kiss : Lisa
- 2006 : One Way (en) : Angelina Sable
- 2007 : Normal : Sherri Banks
- 2007 : Trick 'r Treat : Danielle
- 2008 : Pathology : Juliette Bath
- 2008 : Late Fragment : Léa
- 2009 : Helen (en) : Mathilda
- 2010 : A Night for Dying Tigers : Karen
- 2011 : Girl Walks into a Bar : Karen
- 2013 : Cinemanovels : Grace
- 2013 : Three Days in Havana : Grace
- 2013 : Hunting Season : Samantha Davis
- 2014 : Si je reste : Willow
- 2015 : How to Plan an Orgy in a Small Town
- 2017 : La Forme de l'eau (The Shape of Water) de Guillermo del Toro : Elaine Strickland

### Télévision
- 2000 : Dark Angel, saison 1 épisode 1 : Natalie
- 2000 : 2g+ther : Erin Evans
- 2000 : 2g+ther (série) : Erin Evans
- 2001 : Mutant X, saison 1 : Emma DeLauro
- 2001 : Grand Galop, saison 1 épisode 17
- 2001 : The Wedding Dress : Hannah Pinkham
- 2002 : Mutant X, saison 2 : Emma DeLauro
- 2002 : La Treizième Dimension (The Twilight Zone), saison 1 épisode 43 : Eve
- 2004-2006 : The L Word : Lara Perkins (18 épisodes, saisons 1, 2 et 3)
- 2004 : Qui veut m'épouser ? : Lauren
- 2004 : The Survivors Club : Meg Pasaturo
- 2004 : Dead Zone, saison 3 épisode 5 : Bonnie Gibson
- 2006 : Blade, saison 1 épisode 6 : Bethany
- 2006 : Christy, les raisons du cœur, parties 1 et 2 : Christy Huddleston
- 2007 : Intelligence : Tina
- 2007 : Dragon Boys (en) : Kath
- 2008 : Les Experts, saison 9 : Riley Adams
- 2008 : Anatomy of Hope, saison 1 : Cynthia Morgan
- 2008 : An American Carol : Cynthia Morgan
- 2010 : Psych : Enquêteur malgré lui, saison 5 épisode 2 : la chercheuse en laboratoire
- 2011-2014 : The Listener : le sergent Michelle McCluskey (39 épisodes, saisons 2, 3, 4 et 5)
- 2011 : Hindenburg, saison 1 : Jennifer van Zandt
- 2013 : La Menace du volcan (Ring of Fire), parties 1 et 2 : Emily
- 2014 : Les Enquêtes de Murdoch (Murdoch Mysteries), saison 7 épisode 11 : Elva Gordon
- 2014 : Saving Hope, saison 3 épisode 9 : Astrid Ray
- 2014 : Ascension (mini-série) : Samantha Krueger
- 2017 : Frankie Drake Mysteries : Frankie Drake
- 2022 : Departure (saison 3) : Linda Halley

## Distinctions

### Récompenses
- 2009 : Leo Awards de la meilleure performance pour une actrice dans un second rôle pour Helen (en)
- 2014 : Leo Awards de la meilleure performance pour une actrice dans un rôle principal  pour Cinemanovels
- 2016 : Canadian Filmmakers' Festival de la meilleure distribution pour How to Plan an Orgy in a Small Town partagée avec Jewel Staite, Ennis Esmer, Katharine Isabelle, Mark O'Brien, Jonas Chernick, Tommie-Amber Pirie, James McGowan, Natalie Brown, Kristian Bruun, Lauren Holly et Gugun Deep Singh
- 2016 : Leo Awards de la meilleure performance pour une actrice dans un second rôle dans une série télévisée dramatique pour This Life

### Nominations
- 2002 : Gemini Awards de la meilleure performance pour une actrice dans un second rôle dans une série télévisée dramatique pour Mutant X
- 2008 : Leo Awards de la meilleure performance pour une actrice dans un second rôle pour Normal
- 2011 : Gemini Awards de la meilleure performance pour une actrice dans un rôle principal dans une série télévisée dramatique pour The Listener
- 2011 : Leo Awards de la meilleure performance pour une actrice principale pour A Night for Dying Tigers
- 2014 : Leo Awards du meilleur film dans un rôle principal dans une comédie romantique pour Cinemanovels partagée avec Terry Miles et Kristine Cofsky.
- 2017 : Canadian Screen Awards de la meilleure performance pour une actrice dans un second rôle dans une série télévisée dramatique pour This Life
- 2017 : Leo Awards de la meilleure performance pour une actrice dans un second rôle dans une série télévisée dramatique pour This Life
- 2018 : Gold Derby Awards de la meilleure distribution dans un drame pour La Forme de l'eau partagée avec Sally Hawkins, David Hewlett, Richard Jenkins, Doug Jones, Morgan Kelly, Martin Roach, Nick Searcy, Michael Shannon, Octavia Spencer et Michael Stuhlbarg.
- 2020 : Canadian Screen Awards de la meilleure actrice principale dans une série télévisée dramatique pour Frankie Drake Mysteries